# 5936 Khadzhinov
5936 Khadzhinov è un asteroide della fascia principale. Scoperto nel 1979, presenta un'orbita caratterizzata da un semiasse maggiore pari a 3,0001221 UA e da un'eccentricità di 0,0509840, inclinata di 10,80761° rispetto all'eclittica.